# Électricité (film)
Pour plus de détails, voir Fiche technique et Distribution.
Électricité (Electricity) est un film britannique, sorti en 2014.

## Fiche technique
- Titre original : Electricity
- Titre français : Électricité
- Réalisation : Bryn Higgins
- Scénario : Joe Fisher d'après le livre de Ray Robinson
- Pays d'origine : Royaume-Uni
- Genre : drame
- Date de sortie : 2014

## Distribution
- Paul Anderson : Barry O'Connor
- Agyness Deyn : Lily O'Connor
- Christian Cooke : Mikey O'Connor
- Lenora Crichlow : Mel